# Spinosatibiapalpus cambrai
Espèce
Spinosatibiapalpus cambrai est une espèce d'araignées mygalomorphes de la famille des Theraphosidae.

## Distribution
Cette espèce est endémique de la province du Darién au Panama,. Elle se rencontre dans le parc national de Darién sur le Cerro Pierre.

## Description
Le mâle holotype mesure 30,8 mm et la femelle paratype 46,3 mm.

## Systématique et taxinomie
Cette espèce a été décrite par Gabriel et Sherwood en 2022.

## Étymologie
Cette espèce est nommée en l'honneur de Roberto A. Cambra.

## Publication originale
- Gabriel & Sherwood, 2022 : « Taxonomy, biogeography, and ecology of some theraphosid spiders of the Darién region with description of five new species (Araneae: Theraphosidae). » Revista Ibérica de Aracnología, no 40, p. 5-18.